# Рибопьер, Екатерина Михайловна
Графиня (с 1856) Екатерина Михайловна Рибопьер (урождённая Потёмкина; 1788—1872) — жена дипломата, обер-камергера графа А. И. Рибопьера; кавалерственная дама ордена Святой Екатерины (1826) и испанского Ордена Королевы Марии Луизы (13.07.1830); статс-дама двора (23.04.1854).

## Биография
Родилась 15 (26) июня 1788 года — дочь генерал-поручика Михаила Сергеевича Потёмкина (1744—1791) от брака его с Татьяной Васильевной Энгельгардт (1767—1841), племянницей князя Таврического; крестница императрицы Екатерины II, в честь которой и получила имя своё. Её мать, овдовев, в 1793 году вышла замуж за знаменитого богача князя Николая Борисовича Юсупова, но вскоре разошлась с ним.
Екатерина Михайловна воспитывалась вместе с братьями, Александром и Борисом, матерью в её богатом доме на Английской наб., 54 в Петербурге. С молодых лет она была знакома с Александром Ивановичем Рибопьером (1781—1865), сыном швейцарца Жана Рибопьера, приглашенного в свое время в Россию. Молодые люди часто виделись и стали проявлять взаимную симпатию. Но княгиня Татьяна Васильевна мечтала о более блестящей партии для свой дочери (так князь Г. С. Волконский планировал женить на ней своего сына Никиту) и долгое время не давала своего согласия на брак.
Роман молодых влюбленных вызывал всеобщее сочувствие. Оба были так хороши собой (Екатерина Михайловна была красавицей, современники находили в ней сходство с императрицей Жозефиной), и так несчастны. В дело вмешались двоюродные братья невесты, князья Голицыны и граф В. К. Браницкий, которые были очень дружны с Рибопьером. После долгих усилий им удалось получить согласие княгини Юсуповой и вскоре состоялась помолвка. Венчание было 29 сентября 1809 года в соборе Св. Исаакия Далматского, поручителями по жениху были А. В. Васильчиков и А. А. Полянский, по невесте — А. М. Потёмкин и Н. И. Загоровский. Брак оказался на редкость счастливым.

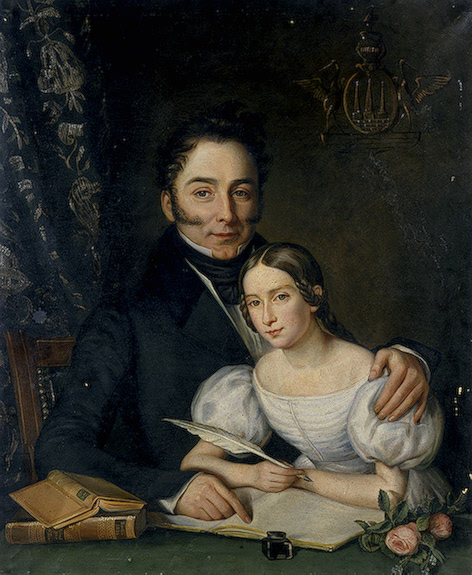
А. И. Рибопьер с младшей дочерью Татьяной (1836)

Первое время Рибопьеры жили в Петербурге в наемной квартире в доме купца Соколова на Гороховой и вели открытый образ жизни. Их домашние спектакли, в которых участвовала сама хозяйка, посещались Александром I и всем двором. С 1822 года Екатерина Михайловна проживала с мужем в Одессе, куда он был командирован по делу порто-франко, и держала там открытый дом. В последующие годы не желая расставаться с супругом, она сопровождала его во всех его дипломатических назначениях. В декабре 1827 года чета Рибопьеров вместе с детьми находились на корабле, который чуть было не подвергся расстрелу с турецких батарей в Босфоре при отплытии из Константинополя иностранных дипломатических представителей после Наваринского сражения. Екатерина Михайловна стояла на палубе, когда началась стрельба, и была схвачена офицерами и унесена с детьми в каюту.
После сильной бури на Адриатическом море, во время которой фрегат едва не погиб на камнях, Рибопьеры высадились в Триесте.
Некоторое время они провели во Флоренции, а затем в нанятой великолепной вилле маркиза Монтекатини в Гатаиоле. После они поселились в Риме, в палаццо Патерно. После заключения Андрианопольского мира в 1829 году Рибопьеры возвратились в Константинополь. Они жили в русском посольстве в Буюк-Дере, откуда открывался превосходный вид на Босфор, а при доме был великолепный сад. Там Екатерина Михайловна, как гостеприимная хозяйка, не раз принимал у себя султана Махмуда, который выказывал её супругу свое расположение. Во время пребывания Рибопьера с дипломатической миссией в Берлине (с 1832), Екатерина Михайловна по-прежнему являлась хозяйкой роскошных приемов и устраивала большие празднества в своем доме.
В 1839 году Рибопьеры вернулись в Россию. Зимой они жили в Петербурге, а лето обычно проводили в своем имении Новое Село Смоленской губернии. Супруги были завсегдатаями всех дворцовых собраний, причем выделялись в обществе тем, что чуждались всяких интриг и сплетен. Будучи одними из самых приближенных ко двору лицами, они пользовались неизменной благосклонностью императорской семьи. Екатерина Михайловна с 1826 года была кавалерственной дамой ордена Святой Екатерины (меньшого креста); в 1854 году получила придворное звание статс-дамы; а в коронацию императора Александра II (26 августа 1856) вместе с мужем была возведена в графское достоинство Российской Империи.

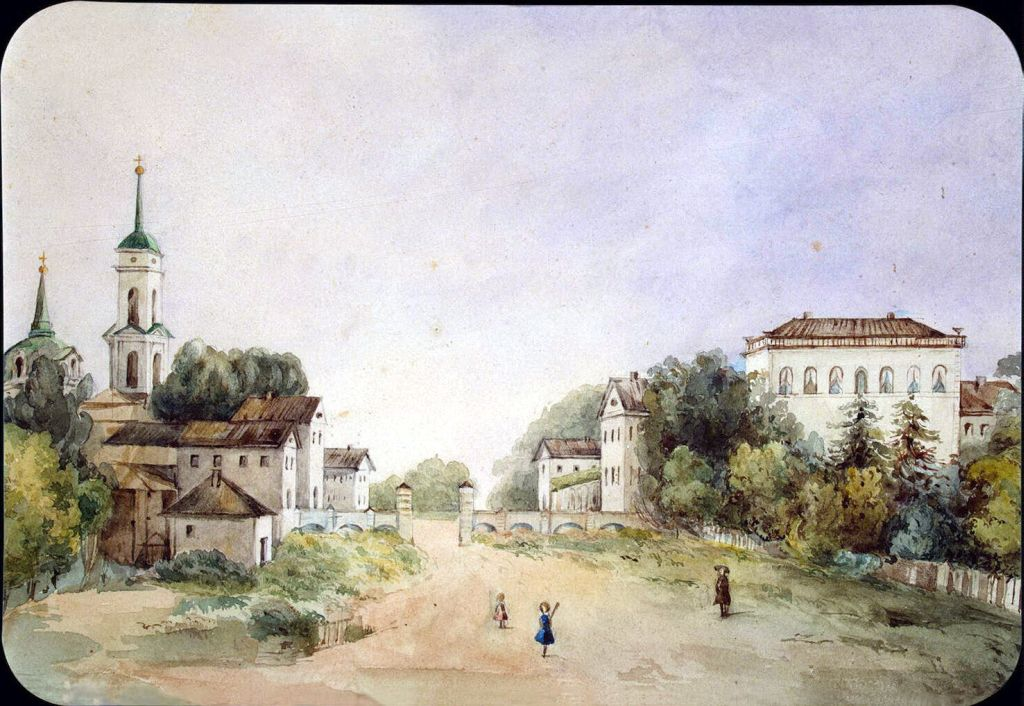
Усадьба Новое Село на акварели дочери графини Софьи

По словам Долли Фикельмон, даже в возрасте мадам Рибопьер была удивительно моложава и лицом, и фигурой. Ей была свойственна некая сварливость и педантичность, но при ближайшем знакомстве она очень выигрывала; под холодным видом, скрывалась приятная и любезная особа. Она была талантливой художницей, в её мастерской в доме на Большой Морской можно было найти чудные копии с картин Эрмитажа и не менее художественно исполненные оригинальные картины. Одна из современниц писала о студии графини Рибопьер:

 Мы вошли в громадное помещение, специально построенное в надворной части дома, со стеклянном потолком, с огромными окнами, которые завешивались зелеными шторами различных форм и величины; все стены были покрыты картинами, более или менее оконченными, стояли мольберты, кресла, столики, лежали раскинутые в художественном беспорядке дорогие ткани, служащие для моделей.
После смерти мужа в 1865 году, Екатерина Михайловна жила уединенно в Петербурге. Последние годы она много болела и, по словам её дочери, каждое движение было мучительно для ее костей. Во время приступов она не могла подняться с постели, «во всем теле у неё была вода, руки и ноги чудовищно распухли и были тяжелы как мрамор. Вместе с этим лицо её было по-прежнему красиво, кротко и она была полна смирения перед тем, что уготовил ей Бог».
Умерла от водянки 2 (14) февраля 1872 года и была похоронена рядом с мужем на Тихвинском кладбище Александро-Невской Лавры.

## Дети

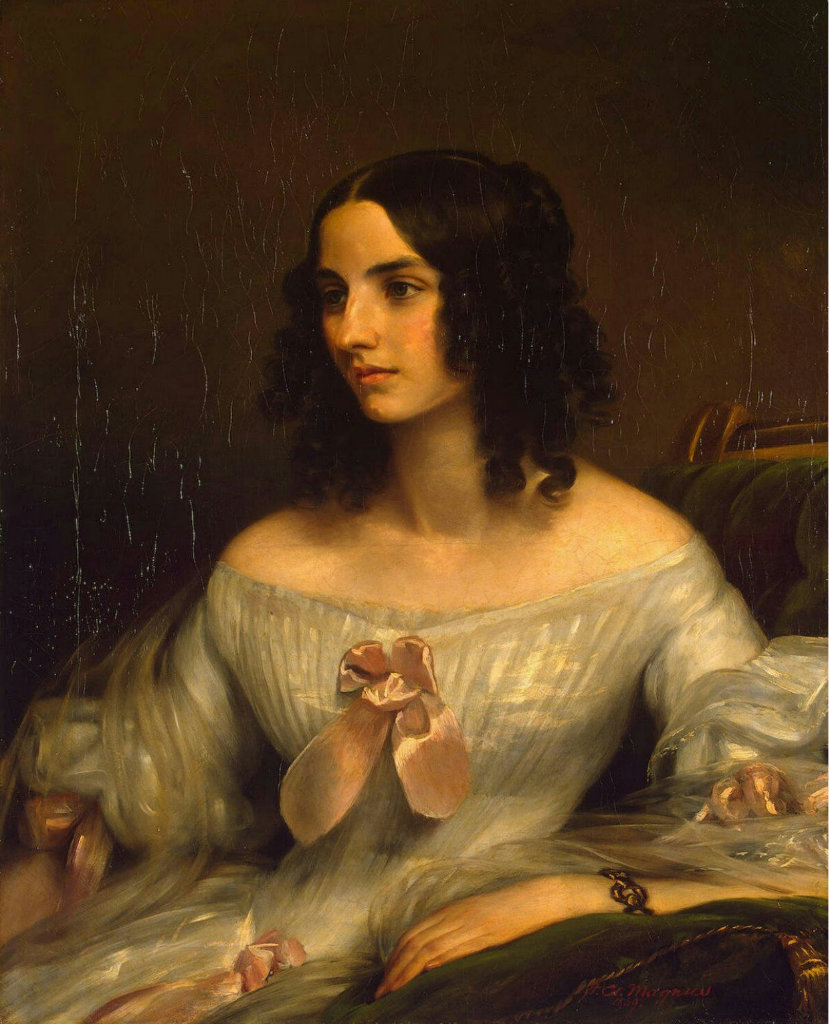
Аглая Зенден (1839)

- Аглаида (Анна) Александровна (1812—1842), фрейлина, замужем (с 4 октября 1840 года) за бароном Эрнестом Зенденом, сыном гессенского посланника в Пруссии. По словам А. О. Смирновой, Рибопьеры не сразу согласились на брак дочери с Зенденом. Супруги жили бедно, но счастливо[12].
- Софья Александровна  (1813—1881), фрейлина, замужем (1836) за графом В. П. Голенищевым-Кутузовым (1803—1873).
- Михаил Александрович (умер в младенчестве).
- Мария Александровна (1816—1885), фрейлина, замужем (1849) за прусским посланником в Константинополе графом Жозефом Брасье де Сен-Симоном (1798—1872).
- Иван Александрович (1817—1871), гофмейстер (1863), женат на княжне Софье Васильевне Трубецкой, дочери генерала от кавалерии, генерал-адъютанта, сенатора В. С. Трубецкого. Их единственный сын Георгий Иванович Рибопьер (1854—1916) стоял у истоков олимпийского движения в России, был организатором атлетического общества и провел первый в России чемпионат по борьбе.
- Татьяна Александровна (1829—1879), фрейлина, жена князя Н. Б. Юсупова, мать княгини Зинаиды Юсуповой.